# Baezaeko River Indian Reserve 27
Baezaeko River Indian Reserve 27 är ett reservat i Kanada.   Det ligger i provinsen British Columbia, i den centrala delen av landet, 3 500 km väster om huvudstaden Ottawa.
I omgivningarna runt Baezaeko River Indian Reserve 27 växer i huvudsak barrskog. Trakten runt Baezaeko River Indian Reserve 27 är nära nog obefolkad, med mindre än två invånare per kvadratkilometer.